# Jonas Rönnqvist
Karl Jonas Rönnqvist, född 22 augusti 1973 i Nederkalix församling, svensk före detta ishockeytränare och ishockeyspelare (center).

## Spelarkarriär
Som spelare representerade han klubblag som Kalix HF, Bodens IK och Luleå HF i Sverige, samt Mighty Ducks of Anaheim och Cincinnati Mighty Ducks i nordamerikanska NHL respektive AHL. 
2005 tvingades han avsluta sin spelarkarriär, efter en knäskada.

## Tränarkarriär

### Almtuna IS
Som tränare, var han åren 2008-10 tränare för Almtuna IS och tog laget till kvalserien 2010, där de dock kom på 5:e plats i tabellen och inte gick vidare till Elitserien.

### Luleå HF
2010-14 var han huvudtränare för sin gamla spelarklubb Luleå HF, assisterad av sina före detta lagkamrater Thomas "Bulan" Berglund och Roger Åkerström.
Där lyckades laget komma till semifinal första gången sen 2001, i säsongen 2010/2011, bli seriesegrare första gången sen 1996, i säsongen 2011/2012 och komma till final första gången sen 1997, i säsongen 2012/2013. Laget under Rönnqvists ledning lyckades även vinna Europaturneringen European Trophy 2012.

## Övrigt
2006 grundade Jonas Rönnqvist och den tidigare professionella ishockeyspelaren Joakim Gunler Leo's Lekland.